# Ouwe Sunderklaas
Ouwe Sunderklaas (Tessels, "Oude Sinterklaas") is een traditioneel Tessels feest, dat gevierd wordt op 12 december, een week na het sinterklaasfeest. Het heeft met het sinterklaasfeest zoals dat op de vaste wal gevierd wordt niet veel te maken. Ouwe Sunderklaas vertoont overeenkomsten met decemberfeesten op de overige waddeneilanden, zoals Klozum op Schiermonnikoog, Klaasohm op Borkum, Opkleden op Vlieland, Sunderum op Terschelling en Sunneklaas op Ameland. Op Zoutkamp bestaat een soortgelijk feest, het zogenaamde sinterklaaslopen. Het gebruik was vroeger ook bekend in Harlingen en op Wangerooge en Helgoland. Op het Bildt, een waddenkustgemeente en van oorsprong Hollandse polder, vindt men de naam sunderklaas nog terug maar wordt deze tegenwoordig voor Sinterklaas gebruikt.

## Geschiedenis
Ouwe Sunderklaas heeft al een lange traditie op het eiland. Vroeger was er wel een relatie met de bekende Sunderklaas aan de vooravond van 6 december: op die dag werd een verkleedfeest gevierd dat een vooraankondiging van het grotere feest op 12 december was. Dit werd Nuwe Sunderklaas genoemd ("Nieuwe Sinterklaas"). Tegenwoordig wordt het gewone sinterklaasfeest op Texel niet anders gevierd dan aan de "overkant". Net als bij de andere sinterklaasvieringen lag de nadruk vroeger nadrukkelijk op het bestraffen van wie slecht gedaan heeft en het belonen van wie goed gedaan heeft. Deze invulling heeft het feest nog altijd, maar het parodiërende, carnavaleske heeft wel een voornamere plaats verworven.

## Traditie
Ouwe Sunderklaas is een verkleedfeest waarbij de eilanders zich onherkenbaar vermommen en 'n vreemde stem opzetten. In deze uitdossing gaan zij langs de deuren en nemen zo bekenden in de maling. Ook de actualiteit wordt op de hak genomen. Dit wordt in dialect speule ("spelen") genoemd. Na deze verkleedpartij wordt onthuld wie wie was en wordt er nog lang doorgefeest. Behalve satire is Ouwe Sunderklaas natuurlijk ook gewoon gezelligheid en worden er de nodige biertjes gedronken.
De dag na Ouwe Sunderklaas wordt tegenwoordig meer en meer gebruikt voor het naklazen, waarbij de flesjes bier en de andere versnaperingen die op 12 december niet opraakten, alsnog worden genuttigd.

## Betekenis tegenwoordig
Hoewel Ouwe Sunderklaas een oud feest is, is de traditie op Texel nog altijd erg actueel. Het is een belangrijk onderdeel van de eilander identiteit. Hoewel de laatste jaren meer en meer bezoekers van het vasteland naar Texel komen om het feest te ervaren, blijft het ook voor veel eilanders toch bij uitstek een feest voor echte Texelaars. Juist hierdoor heeft de traditie zich zo kunnen handhaven.
Ook in sommige kinderboeken wordt het feest beschreven.